# Casper (Wyoming)
Casper je druhé největší město amerického státu Wyoming. Nachází se v okrese Natrona County a žije zde asi 55 tisíc lidí.
V závěru 19. století byla v jeho blízkosti objevena ložiska ropy, Casper se poté stal regionálním centrem jejího zpracování. První rafinerie zde byla postavena v roce 1895.